# Живот и смрт порно банде
"Живот и смрт порно банде" је српски филм из 2009. године који је режирао Младен Ђорђевић, по сопственом сценарију.
Овај контроверзни филм премијерно је приказан на Међународном филмском фестивалу 28. фебруара 2009. године.
Интернационалну премијеру, филм је доживео у Кореји, на филмском фестивалу у Пушону.

## Радња
Ово је прича о младом редитељу Марку, који након неуспелих покушаја да сними свој први играни филм, стицајем околности упознаје порно редитеља Цанета и почиње да ради филмове с њим, изражавајући револт према средини. Након сукоба с Цанетом, он је принуђен да се повуче из посла, па самостално покреће порно кабаре са представама које су социо-политички ангажоване. Међутим, Цанетов брат полицајац прекида премијеру представе, а штампа их покопа, па Марко доноси одлуку да са екипом напусти Београд и крене на турнеју по Србији. Убрзо долази до озбиљних сукоба са испровоцираним гледаоцима са којима се срећу по селима кроз која пролазе. На том путу упознају и немачког новинара Франца, који је фасциниран Балканом, и који Марку нуди да за њега ради филмове са аутентичним сценама секса и насиља, у којима ће жртве бити добровољци, они којима није стало до живота.

## Улоге
| Глумац              | Улога                  |
| ------------------- | ---------------------- |
| Михајло Јовановић   | Марко                  |
| Ана Аћимовић        | Уна                    |
| Предраг Дамњановић  | Вања                   |
| Радивој Кнежевић    | Џони                   |
| Срђан Јовановић     | Макс                   |
| Иван Ђорђевић       | Цеца                   |
| Бојан Жоговић       | Драган                 |
| Наташа Миљуш        | Софија                 |
| Александар Глигорић | Раде                   |
| Мариана Аранђеловић | Даринка                |
| Срђан Милетић       | Цане                   |
| Немања Јованов      | Марков сниматељ        |
| Ранко Ковачевић     | Крста                  |
| Србољуб Милин       | Франц                  |
| Ана Сакић           | Маркова девојка        |
| Радован Миљанић     | Шеф полицијске станице |

## Награде
Филм је 2009. године освојио специјалну награду за сценарио на Фестивалу филмског сценарија у Врњачкој Бањи.
На Међународном филмском фестивалу, филм је добио награду „Небојша Ђукелић“ Удружења београдских филмских новинара и критичара за најбољи филм Међународног филмског фестивала 2009.
Награђен је и специјалним признањима на овогодишњем фестивалу „Cinema City“ у Новом Саду.
Веб магазин Попбокс га је прогласио филмом године.